# Middle Island
För andra betydelser, se Middle Island (olika betydelser).

Tristan da Cunhas flagga

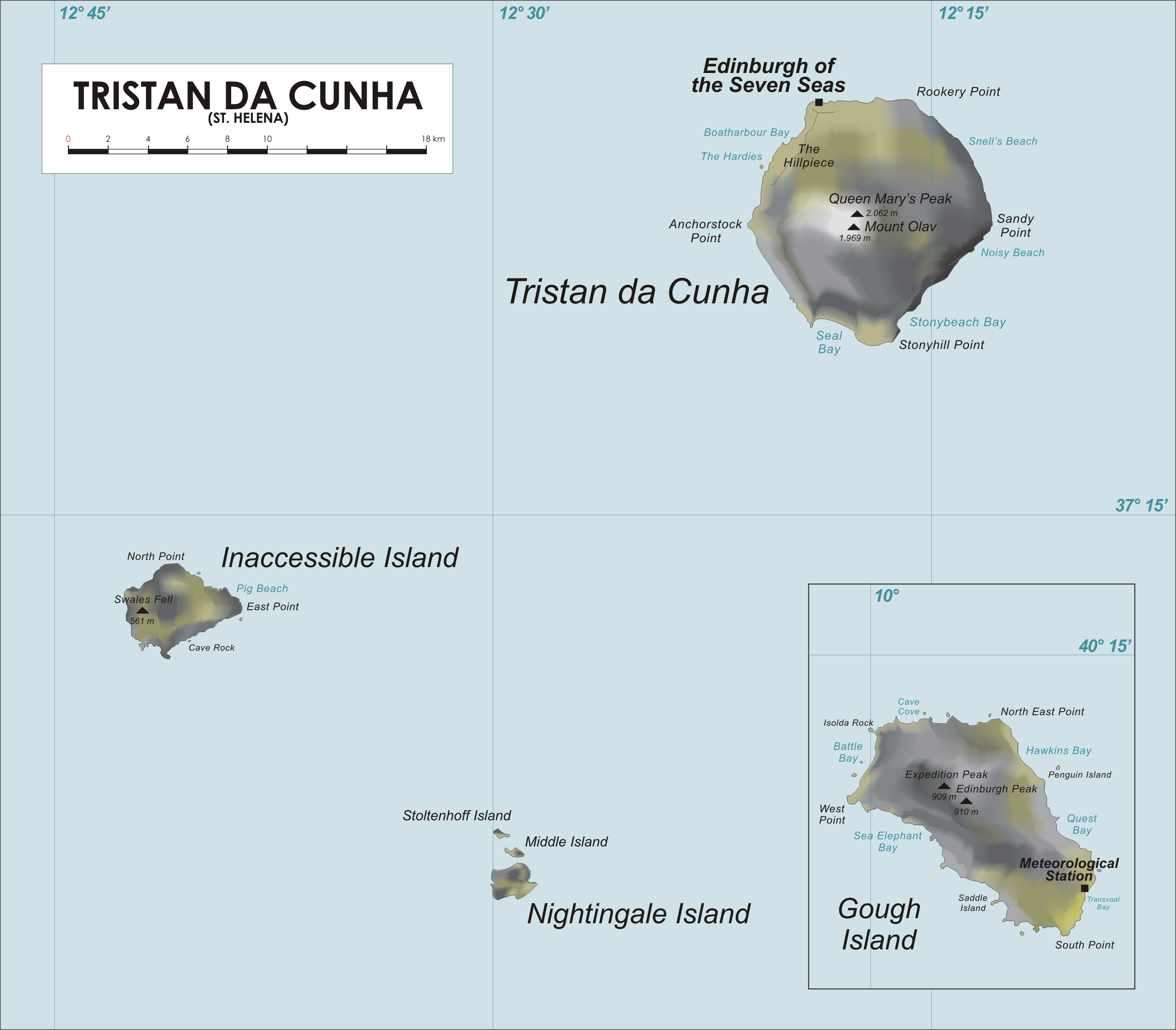
karta över Tristan da Cunha

Middle Island ligger strax utanför Nightingale Island och tillhör den brittiska ögruppen Tristan da Cunha i södra Atlanten, belägen 2 500 kilometer nordväst om Sankta Helena. Ögruppen Tristan da Cunha tillhör det brittiska utomeuropeiska territoriet Sankta Helena, Ascension och Tristan da Cunha.

## Geografi
Ön är en obebodd vulkanö och har en area av endast 0,2 kvadratkilometer. Ön ligger bara någon kilometer från huvudön och har ett mycket rikt och varierande fågelliv.

## Historia
Området är en brittisk koloni sedan 1816.